# Авдєєва Марина Євгенівна
Авдєєва Марина Євгенівна, до шлюбу Березіна (нар. 24 квітня 1978, Омськ, РСФСР) — українська підприємиця, акціонерка компанії «Арсенал страхування». Входила до переліку найуспішніших жінок України за версією журналу Фокус.

## Життєпис
Народилася 24 квітня 1978 року в Омську, виросла в Запоріжжі у сім'ї економістів (батько — Березін Євген Олександрович, професор економіки; мати — Березіна Жанна Василівна, довгий час очолювала фінансово-економічні служби у кількох великих промислових підприємствах Запоріжжя). Освіта:
- 2001 — закінчила Запорізьку інженерну академію («економіка підприємства»),
- 2010 — здобула ступінь МВА в Міжнародному Інституті Бізнесу (Київ).[2]

## Кар'єра
2000 — спеціалістка у СК «Вексель-ФСА» (СК «Веско»), що після продажу компанія була перейменована на «АХА Страхування». Авдєєва продовжувала працювати менеджеркою, згодом — заступницею віцепрезидента. Відповідала за розвиток продажів у регіонах.
2012 року почала власний страховий бізнес, викупила частку компанії «Арсенал страхування», перейшла до нової компанії, за її даними, з попереднього місця роботи до нової компанії перейшло 150 співробітників.

### Easy Peasy Insurtech
Авдєєва інвестувала близько $150 тис. у розробку стартапу для страхування автомобілів, який запустили в жовтні 2020 року. Проєкт назвали «Інноваційним проривом» за версією журналу «Топ-100».
Членкиня журі проєкту «Герої малого бізнесу», ініційованого Міністерством цифрової трансформації України.

## Відзнаки
- «Візіонер ринку» за версією журналу «ТОП-100. Рейтинги крупнейших»[10][16].
- Топ-100 найуспішніших жінок України за версією журналу «НВ»[17][18].
- Друге місце у номінації «Особистість страхового ринку» премії «Фінансовий Оскар» від редакції журналу «Бізнес».[19]
- Увійшла у ТОП-50 найуспішніших жінок України у номінації «Фінанси» за версією журналу «Бізнес»[20].
- 2023 року була включена до переліку найвпливовіших жінок українського фінтеху

## Родина
Чоловік — Сергій Авдєєв, мажоритарний акціонер «Арсенал страхування». 
Має двох дітей: Ігоря (2004) та Андрія (2010).